# 兵庫県道142号米谷昆陽尼崎線
兵庫県道142号米谷昆陽尼崎線（ひょうごけんどう142ごう まいたにこやあまがさきせん）は、兵庫県宝塚市から伊丹市を経由し、尼崎市に至る一般県道である。

## 概要
宝塚市清荒神2丁目から尼崎市東難波町5丁目に至る。
宝塚市内は一部安倉地区内に片側1車線のバス道路があるものの、大部分は非常に狭隘な生活道路である。特に小浜宿の地域を通る際はジグザグに進むルートとなっており、さらに県道を示す標識も無いため、どの道路が県道か識別不可能である。その後中国自動車道の高架をくぐり、高速道路沿いの道を走ったのち、安倉北交差点からは前述した片側1車線の広い道となる。安倉南3交差点から（起点方向を背に）左折し、その直後の交差点で右折するが、ここから伊丹市内に入り伊丹中野交差点に至るまでの道のりも、住宅街の中を細い一本道が続くかたちとなる。
伊丹市内に入り、鴻池南交差点からは4車線となる。国道171号昆陽交差点から、兵庫県道334号寺本伊丹線昆陽6交差点までの区間が拡幅されたのは2007年（平成19年）のことであり、かつては渋滞の名所であった。昆陽6交差点からは2車線となる。稲野6交差点で兵庫県道332号山本伊丹線と合流する。
尼崎市内は「五合橋線」と呼ばれ、尼崎市を南北に縦断する幹線道路のひとつである。

### 路線データ
- 起点：宝塚市清荒神2丁目（福知山線 米谷踏切付近、国道176号交点）
- 終点：尼崎市東難波町5丁目（十間交差点、国道2号交点）
- 総延長：13.127 km

## 路線状況

### 別名
- 五合橋線（稲野6交差点以南）

### 重複区間
- 兵庫県道335号中野中筋線（伊丹市中野西4丁目・伊丹中野交差点 - 伊丹市鴻池3丁目・鴻池南交差点[注釈 4]）
- 兵庫県道333号寺本川西線（伊丹市松ケ丘1丁目・中野大橋南詰交差点 - 伊丹市松ケ丘1丁目・昆陽池西交差点）

### 道路施設

#### 橋梁
- 中野大橋（天神川、伊丹市）
- 錦橋（庄下川、尼崎市）
- 芦原大橋（東海道本線、尼崎市）

### 交通量
| 地点              | 台数     |
| ----------------- | -------- |
| 尼崎市尾浜町1丁目 | 30,923台 |

### 通過する路線バス
- 阪急バス
- 伊丹市交通局
- 阪神バス尼崎市内線（旧・尼崎市交通局）
- 尼崎交通事業振興

## 地理

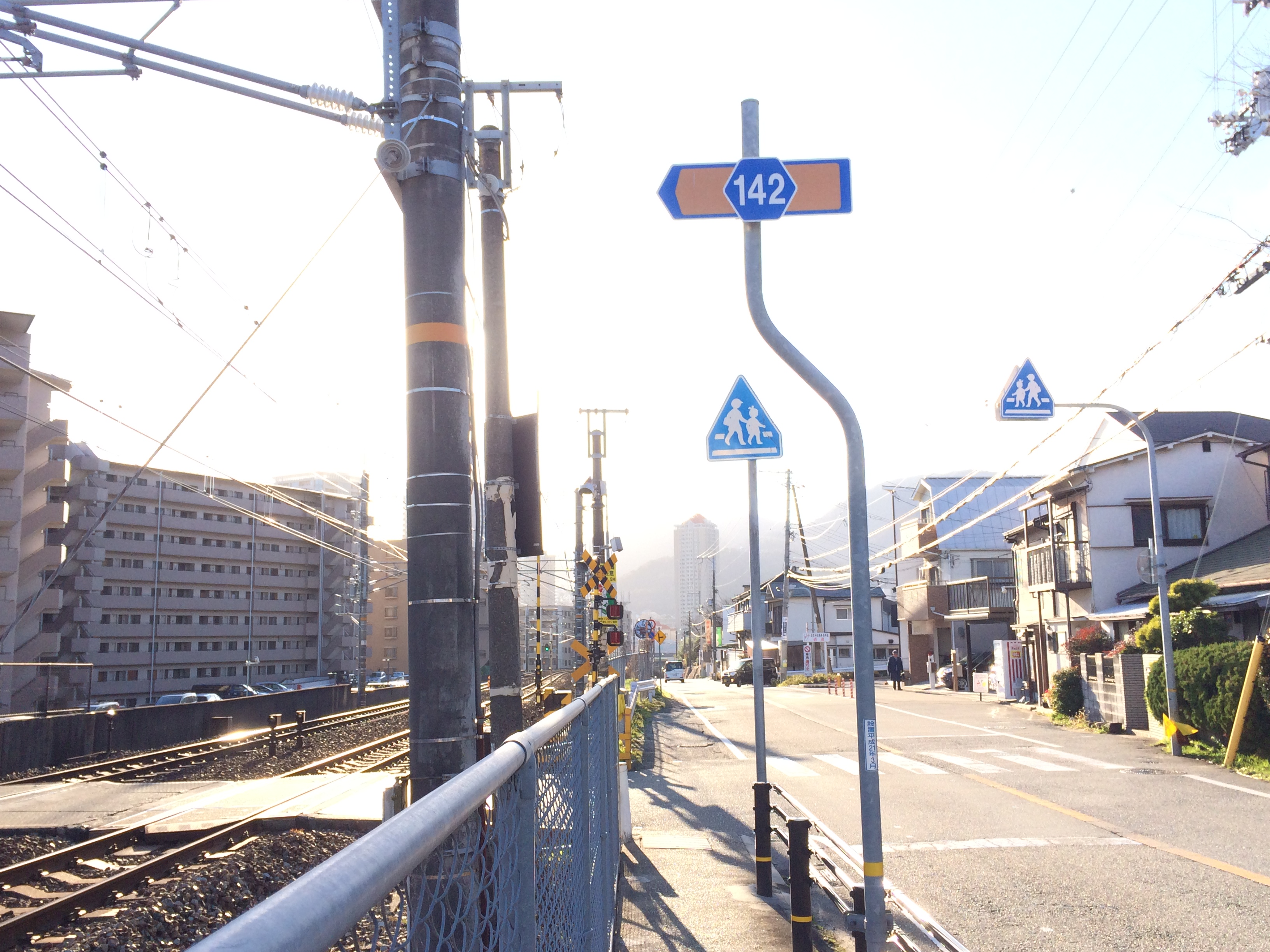
起点である福知山線米谷踏切そばに設置された標識
（右側の道路は国道176号）

### 通過する自治体
- 宝塚市
- 伊丹市
- 尼崎市

### 交差する道路
| 交差する道路                         | 市町村名 | 交差する場所      | 交差する場所       |
| ------------------------------------ | -------- | ----------------- | ------------------ |
| 国道176号                            | 宝塚市   | 清荒神1丁目       | 起点               |
| 国道176号                            | 宝塚市   | 安倉中3丁目       | 安倉中交差点       |
| 兵庫県道331号姥ヶ茶屋伊丹線          | 宝塚市   | 安倉南1丁目       | 安倉団地北交差点   |
| 兵庫県道335号中野中筋線 重複区間起点 | 伊丹市   | 中野西4丁目       |                    |
| 兵庫県道335号中野中筋線 重複区間終点 | 伊丹市   | 鴻池3丁目         | 鴻池南交差点       |
| 兵庫県道333号寺本川西線 重複区間起点 | 伊丹市   | 松ケ丘1丁目       | 中野大橋南詰交差点 |
| 兵庫県道333号寺本川西線 重複区間終点 | 伊丹市   | 伊丹市松ケ丘1丁目 | 昆陽池西交差点     |
| 国道171号                            | 伊丹市   | 昆陽北1丁目       | 昆陽交差点         |
| 兵庫県道334号寺本伊丹線              | 伊丹市   | 昆陽6丁目         | 昆陽6丁目交差点    |
| 兵庫県道336号東富松御願塚線          | 伊丹市   | 安堂寺町1丁目     | 安堂寺交差点       |
| 兵庫県道332号山本伊丹線              | 伊丹市   | 稲野町6丁目       | 稲野町6丁目交差点  |
| 兵庫県道・大阪府道606号西宮豊中線    | 尼崎市   | 塚口町4丁目       | 塚口町4交差点      |
| 山手幹線                             | 尼崎市   | 南塚口町7丁目     | 錦橋交差点         |
| 国道2号                              | 尼崎市   | 東難波町5丁目     | 十間交差点 / 終点  |

### 交差する鉄道
- 福知山線（米谷踏切）
- 阪急今津線
- 山陽新幹線
- 東海道本線（通称：神戸線）

### 沿線
- 宝塚市内
  - 阪急宝塚本線 清荒神駅
  - 小浜宿（小浜皇大神社、毫摂寺、宝塚市立歴史民俗資料館（旧和田家住宅）、宝塚市立小浜宿資料館等）
  - 宝塚市立安倉北小学校
  - 宝塚市立安倉小学校
- 伊丹市内
  - 昆陽池公園
  - 市立伊丹病院
  - 住友電気工業 伊丹製作所
  - 伊丹市立生涯学習センター（ラスタホール）
- 尼崎市内
  - 阪急神戸本線 塚口駅
  - 尼崎市水道局
  - 兵庫県立尼崎総合医療センター
  - 尼崎市立あまよう特別支援学校
  - 尼崎地方合同庁舎
  - 阪神南県民センター
  - 阪神本線 尼崎駅（終点から少し南に所在）